# طراحی فضاپیما
طراحی فضاپیما شامل گسترهٔ وسیعی از جمله طراحی فضاپیمای رباتیک (ماهواره یا کاوشگر فضایی) و فضاپیما برای انسان (سفینهٔ فضایی و ایستگاه فضایی) است.